# الجريصية
الجريصية قرية صغيرة في منطقة بانياس التابعة لمحافظة طرطوس. تقع القرية على سفح جبل تطل على البحر، تتع إداريًا لبلدية الخريبة. يبلغ عدد سكان القرية حوالي 400 نسمة يعملون بالزراعة وخاصة زراعة اللوز والزيتون والزراعة المحمية، يوجد في القرية مدرسة ابتدائية.